# Ян Джонстън
Ян Джонстън (на полски: Jan Jonston; на английски: John Jonston, известен и като Joannes Jonstonus) е полски лекар, естествоизпитател, педагог, историк и философ, от шотландски произход.
Оставя голямо количество трудове в различни научни дисциплини, но главно по естествена история и медицина. Има особени заслуги в областта на ентомологията, ботаника и орнитологията.

## Биография

### Младост
Ян Джонстън е роден на 3 септември 1603 година в полския град Шамотули, в семейството на шотландския емигрант Саймън Бекер, който като последовател на Джон Уиклиф е подложен на религиозно преследване в Родината си и пристига в Полша през 1596 година Получава средното си образование първо в училището на Бохемските братя в град Остророг, след това в Битом. През 1619 година завършва гимназия в полския град Торун. Тъй като е калвинист, не е допуснат да учи в Ягелонския университет в Краков, който е контролиран от католиците. През 1622 година заминава за Шотландия, където на следващата година постъпва в университета на град Сент Андрюс. Там той изучава теология, схоластична философия и иврит.
През 1625 година се завръща в Жечпосполита. В продължение на три години работи като преподавател на млади господа от благородни семейства и е ангажиран в семейството на Куртзбах-Завадски в град Лешно. Там става активен член на общността на Чешките братя.
Четири години по-късно пътува из Германия, като посещава Франкфурт, Лайпциг, Витенберг и Берлин. След кратък престой в Полша продължава да се занимава с образованието на двамата сина на граф Куртзбах и ги придружава в Холандия. По време на престоя си там се записва първо в университета на историческия град Франекер, а по-късно – в Лайден, където изучава медицина. В началото на 1631 година пристига в Англия, за да посещава курсове по ботаника и медицина към Кеймбриджкия университет. Продължава медицинските си изследвания в Лондон, където пише основната част от първата си важна работа „Thaumatographia naturalis“.
По-късно отново посещава Франекер и Лайден, където през 1634 година получава докторска степен по медицина. При третото си посещение в Англия, късно през същата година, получава такава степен и от университета в Кеймбридж. През следващите две години посещава различни университети във Франция и Италия, докато накрая, през 1636 година, се завръща в Лешно и окончателно се установява в града. Там започва да пише първите си трудове по медицина, естествени науки и философия.

### Зрели години
Въпреки че в Лешно работи като градски лекар, в същото време е и асистент на чешкия религиозен деец Ян Амос Коменски, който преподава в местния университет. Сътрудничи си с Коменски и заедно с него взима участие в социално-религиозното движение Чешки братя. За оформяне и развитие на философските му възгледи освен Коменски, силно влияние оказва и английският философ Френсис Бейкън.
През 1637 година се жени за Розина, дъщеря на Самуел Хортензиус, аптекар от град Въсхова. Съпругата му умира през същата година, а на следващата той отново се жени, този път за Ана, дъщеря на кралския лекар Матиас Вехнер, също от Въсхова. Двамата имат четири деца – Матей, Йоан, Ана-Мария и Ана-Регина. От тях само Ана-Регина успява да достигне зрелост, а останалите умират на различна възраст. Тя се омъжва за Самуел фон Шоф, благородник от Бреслау, днешен Вроцлав.
Джонстън получава покани за работа от няколко университета – във Франкфурт (1639), в Лайден (1640) и в Хайделберг (1642). Поканен е да заеме поста Председател на факултета по медицина в Лайденския университет, а две години по-късно получава същото предложение от курфюрста на Бранденбург. Той обаче отхвърля всички и предпочита да остане самостоятелен.
През 1655 година, по време на войната с Швеция, която опустошава Полша, Джонстън напуска Лешно и заминава за имението си „Зибендорф“, близо до град Легница в Югозападна Полша. Там той продължава да се занимава с научната си дейност до смъртта си.
Ян Джонстън се пенсионира през 1655 година. Умира на 8 юни 1675 година на 72-годишна възраст в имението си край Легница. Няколко месеца по-късно тялото му е пренесено и погребано в Лешно. Там се намира и единственият паметник на Джонстън в Европа.

## Философия
Джонстън е привърженик на емпиричната философия, според която цялата наука е резултат от обработка на информацията от човешкия ум, което става на база на опита. В основния си труд „Постоянството на природата“ („Naturae Constantia“) от 1632 година, разглежда понятието „прогрес“ като характерна особеност на развитието на науката и изкуствата. Застава против ортодоксалната религиозна концепция хелиазъм за това, че светът неизбежно ще става по-лош. Подчертава сериозната необходимост от опит и умозаключения в развитието на науката. Според него цялото мироздание е неразделно от живота, а човекът е един малък космос, в който се отразява устройството на целия свят.

## Трудове
Болшинството трудове на Джонстън са написани на латински и свързани с медицината и естествените науки, но има няколко издадени книги по история, както и някои по етика. Заслугата му за историята на ентомологията е че събира и предава знанията по темата от 16 и 17 век, въпреки че не прави никакви нови допълнения. Голяма част от произведенията му са преведени на немски, латински и холандски.
Джонстън написва в 6 отделни тома „Енциклопедия на животните“ (Theatrum universale historiae naturalis), която представлява най-ползваният наръчник по зоология до появата на труда на Карл Линей „Систематика на животните“. В енциклопедията той събира и обобщава всички тогавашни зоологически познания, като я пише така, че да е разбираема за широката публика. Придружена е от многобройни илюстрации, направени от известния за времето си гравьор Матиас Мериан. Издадена е за първи път във Франкфурт на Майн в периода 1650 – 1653 година. Неговата енциклопедия на животните има голям успех, преиздадена е през 1718 година и още един път през 1757 в Германия.
В нея са представени риби, птици, четирикраки животни, змии, насекоми, мекотели и дракони. Като източник и доказателство за съществуването на дракони, Джонстън цитира древни автори като Плиний Стари и Страбон. Според техните твърдения, в Африка и Индия често се срещат дракони, които се хранят с плодове и отровни растения.
На исторически теми написва две книги – „Универсална история на истинската църква“ (Historia universalis, cmlis et ecclesiastica), издадена в Лион през 1633 година и „Polyhistor seu rerum ab ortu Universi ad nostra usque tempora gestarum enarratio“, издадена в Йена през 1660 година.
По-известните му трудове са:
- 1632 – Thaumatographia naturalis, in decem classes distincta
- 1633 – Sceleton historiae universalis civilis et ecclesiasticae
- 1644 – Универсална идея на медицинската практика (Idea universae medicinae practicae)
- 1645 – Класификация на дървесните видове (Sintagma dendrology specimen)
- 1646 – Дендрологична систематизация (Systema dendrologicum)
- 1649 – Рибите и китовете (De piscibus et cetis)
- 1652 – Четирикраките (De quadrupedibus)
- 1652 – Постоянство на природата (Naturae constantia)
- 1653 – Змии и дракони (De serpendibus et draconibus)
- 1657 – Естествена история на птиците (Historiae naturalis de avibus)
- 1660 – Polyhistor seu rerum ab ortu Universi ad nostra usque tempora gestarum enarratio
- 1661 – Нови идеи за хигиената, книга ІІ (Idea hygieines recensita. Libri II)
- 1661 – Запознаване с царството на минералите (Notitia regni mineralis)
- 1661 – Запознаване с царството на растенията (Notitia regni vegetabilis)
- 1662 – Дендрография или естествена история на дърветата и плодовете (Dendrographias sive historiae naturalis de arboribus et fructibus)
- 1666 – Естествена история на билките и растенията (Historiae naturalis de herbis et plantis)
- 1666 – Polymathiae filologicae
- 1667 – Polyhistor continuatus
- 1673 – Универсална класификация на медицинската практика (Sintagma universae medicinae practicae)

Енциклопедия на животните:
- 1650 – Естествена история на безкръвните водни животни, том 4 (Historiae naturalis de exanguibus aquaticis, libri IV)
- 1650 – Естествена история на рибите и китовете, том 5 (Historiae naturalis de piscibus et cetis, libri V)
- 1650 – Естествена история на птиците, том 6 (Historiae naturalis de avibus, libri VI)
- 1652 – Универсално представяне на всички четирикраки животни, том 1 (Theatrum universale omnium animalium quadripedum)
- 1653 – Естествена история на змиите, том 2 (Historiae naturalis de serpentibus, libri II)
- 1653 – Естествена история на насекомите, том 3 (Historiae naturalis de insectis, libri III)